# Przewale
Przewale – wieś w Polsce, położona w województwie lubelskim, w powiecie tomaszowskim, w gminie Tyszowce.
Wieś starostwa tyszowieckiego w XVIII wieku. W latach 1975–1998 miejscowość administracyjnie należała do województwa zamojskiego.
Wieś jest sołectwem w gminie Tyszowce. Według Narodowego Spisu Powszechnego z roku 2011 wieś liczyła 416 mieszkańców.
Wierni Kościoła rzymskokatolickiego należą do parafii św. Leonarda w Tyszowcach.

## Części wsi
| SIMC    | Nazwa            | Rodzaj    |
| ------- | ---------------- | --------- |
| 0903630 | Kolonia Przewale | część wsi |
| 0903647 | Zielone          | część wsi |

## Historia
W 1827 r. wieś liczyła 34 domy i 232 mieszkańców. Słownik geograficzny Królestwa Polskiego z 1888 r. podaje następująco: „wieś, pow. tomaszowski, gmina i parafia Tyszowce, odległe pół mili od Tyszowiec, ma 32 domy, 156 mieszkańców w tym 80 rzymskokatolickich, ludność rolnicza, gruntu 324 morgi gruntu, 855 morgi lasu, własność Józefa Głogowskiego”. Możliwe że taki spadek ludności związany był z wybuchem w 1863 roku Powstania Styczniowego, zajęciem leżących nieopodal Tyszowiec przez oddziały powstańcze mjr. Jana Żalplachty Zapałowicza i wstąpieniem tutejszej ludności w szeregi powstańców oraz walkami z oddziałami rosyjskimi pod Tyszowcami, a po odparciu Rosjan, wycofaniu się na tereny Galicji.
6 maja 2007 roku odbyły się zawody strażackie i wygrała je Ochotnicza Straż Pożarna z Przewala.